# Вишнёвка (Речицкий район)
Вишнёвка (бел. Вішнёўка) — посёлок в Заспенском сельсовете Речицкого района Гомельской области Белоруссии.

## География

### Расположение
В 19 км на юг от районного центра и железнодорожной станции Речица (на линии Гомель — Калинковичи), 69 км от Гомеля.

## Транспортная система
Транспортная связь по просёлочной, а затем по автодороге Хойники — Речица. В посёлке 7 жилых домов (2004 год). Планировка состоит из криволинейной широтной улицы, застроенной редко деревянными усадьбами.

## История
Основан в начале XX века переселенцами из соседних деревень. Наиболее активная застройка приходится на 1920-е годы. В 1931 году жители вступили в колхоз. Во время Великой Отечественной войны в ноябре 1943 года оккупанты полностью сожгли посёлок. В боях около деревни в ноябре 1943 года погибли 466 советских солдат (похоронены в братской могиле на южной окраине). 5 жителей погибли на фронте. Согласно переписи 1959 года в составе колхоза имени С. М. Кирова (центр — деревня Свиридовичи).
До 31 октября 2006 года в составе Свиридовичского сельсовета.

## Население

### Численность
2004 год — 7 дворов, 9 жителей.

### Динамика
- 1930 год — 20 дворов, 100 жителей.
- 1940 год — 25 дворов, 98 жителей.
- 1959 год — 111 жителей (согласно переписи).
- 2004 год — 7 дворов, 9 жителей.
- 2010 год — 8 дворов, 15 жителей
- 2021 год — 2 двора, 3 жителя